# Horatio Gates
Horatio Lloyd Gates (26 de julho de 1727 – 10 de abril de 1806) foi um ex-soldado britânico que serviu como general nos Estados Unidos durante a Guerra Revolucionária americana. Ele é considerado responsável pela vitória americana em Saratoga – Benedict Arnold, que liderou o ataque, foi retirado da batalha quando levou um tiro na perna – mas ele também foi culpado pela derrota na Batalha de Camden. O historiador George Bilias descreve Gates como um dos "comandantes militares mais controversos da Revolução Americana" devido ao seu papel no Conway Cabal, um complô que tentou desacreditar e remover o General George Washington do comando do Exército Continental Americano através de uma campanha de rumores e insinuações, e também há controvérsias sobre se ele foi ou não responsável direto pela vitória em Saratoga e sobre as ações tomadas por Gates depois da desastrosa derrota em Camden.
A reputação militar de Gates foi destruída pela derrota em Camden e ele não ocupou outro comando até o final da guerra. Gates retirou-se para sua propriedade na Virgínia após a guerra, mas acabou decidindo libertar seus escravos e se mudar para Nova York. Ele foi eleito para um único mandato na Legislatura do Estado de Nova York e morreu em 1806.